# Josep Antoni Sombiela i Mestre
Josep Antoni Sombiela i Mestre (València, segle xviii — 25 de gener de 1825) fou un polític i jurista valencià. Estudià filosofia i dret a la Universitat de València. Més tard hi fou catedràtic de jurisprudència. També fou degà del Col·legi d'Advocats. Quan el 1808 començà la Guerra del Francès era comandant del batalló d'Estudiants Artillers Urbans i fou membre de la Junta Suprema de Govern del Regne de València, en la que fou vocal del Tribunal de Seguretat Pública.
El 14 de febrer de 1810 fou elegit diputat a les Corts de Cadis, en les que va formar part de les comissions de Justícia i Memorials. S'hi va distingir juntament amb Francesc Xavier Borrull i Vilanova pel seu antiliberalisme. Tot i així fou un dels signants de la Constitució espanyola de 1812. També fou nomenat president de les Corts Espanyoles del 24 de juny al 23 de juliol de 1813. Fou elegit diputat suplent a les Corts de 1813.
Després de la guerra fou oïdor de l'Audiència de València, on el 1822 participà en la defensa del general Francisco Javier de Elío, que fou executat per les noves autoritats liberals.

## Obres[4]
- Discurso sobre los tribunales protectores de la fe (1813).
- Manifiesto que escribió en un calabozo el general don Francisco Xavier Elío... (1823)